# Carlos Segers

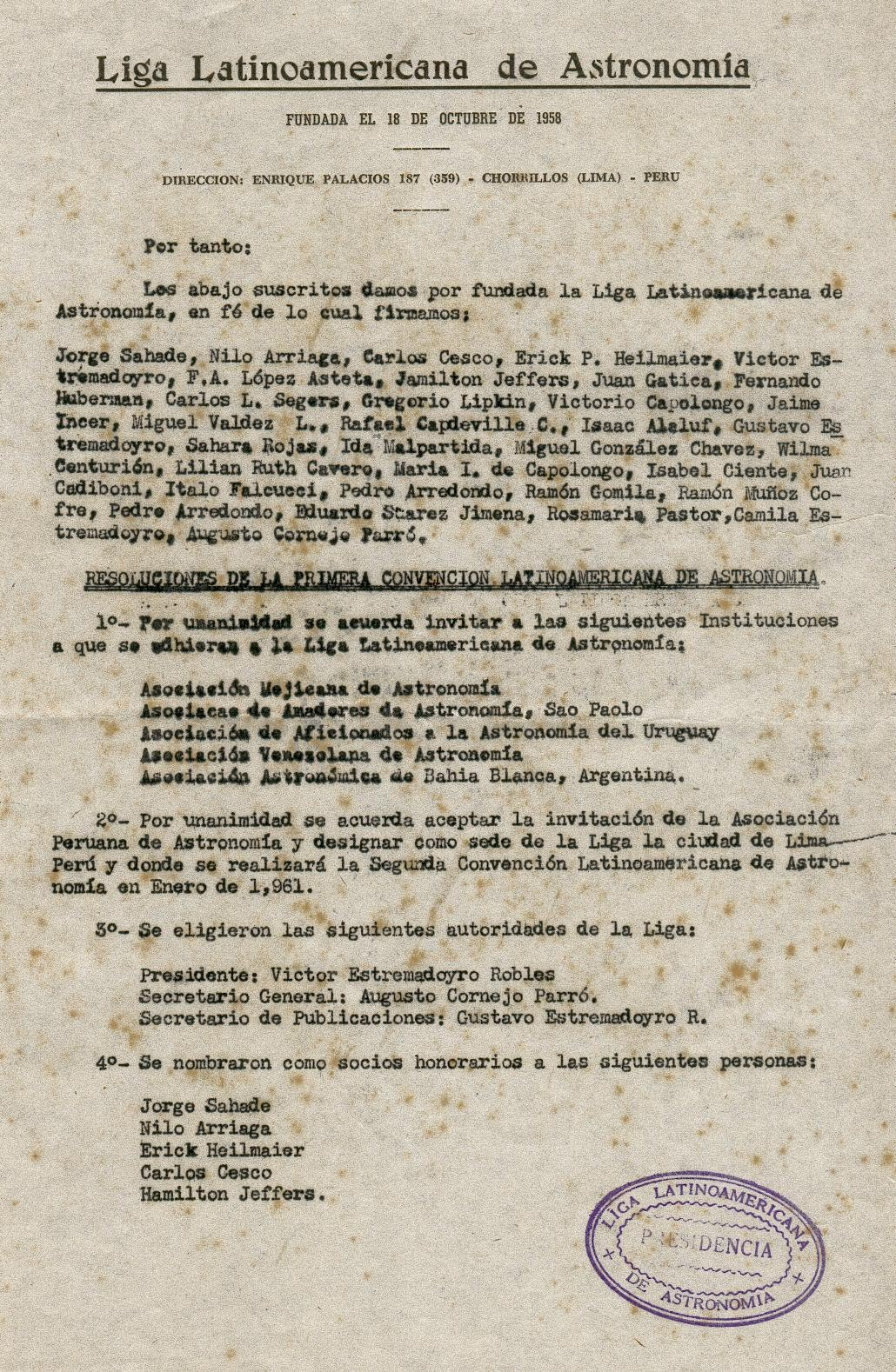
Acta constitución de la Liga Iberoamericana de Astronomía con sus fundadores.

Carlos Segers (1900-1967) fue un astrónomo argentino, conocido por impulsar el desarrollo de la astronomía amateur en Argentina.

## Actividades astronómicas
Segers ingresó en 1929 como socio en la Asociación Argentina Amigos de la Astronomía, de la que se convirtió en socio fundador.
En esta institución desempeñó diversos cargos, entre ellos como docente, dictando cursos como los de Iniciación a la Astronomía, Director de la Revista Astronómica, Director de Observatorio y finalmente Presidente.
Fue un activo observador de estrellas variables, y enviaba sus reportes a la AAVSO regularmente.
Organizó a los astrónomos aficionados en Sudamérica, participando el 12 de octubre de 1958 en Santiago de Chile en la fundación de la Liga Latinoamericana de Astronomía (que luego se renombró Liga Iberoamericana de Astronomía o LIADA) en conjunto con otros destacados astrónomos como Jorge Sahade, Carlos Cesco, Víctor Estremadoyro, entre otros.
En la década de 1960 impulsó la creación del Planetario Municipal de la Ciudad de Buenos Aires, del que estaba estipulado que fuese su primer director, pero falleció antes de ser nombrado. El 19 de diciembre de 1966 Carlos Segers, por entonces presidente de la Asociación Argentina Amigos de la Astronomía, realizó la primera proyección sobre la cúpula de la sala de lo que sería el Planetario Municipal, con Breatriz Suárez del Planetario de Montevideo como relatora.

## Eponimia
- En 1970 la UAI decidió en su honor llamarle «Segers» a un astroblema ubicado en el lado oscuro de la Luna.[6]

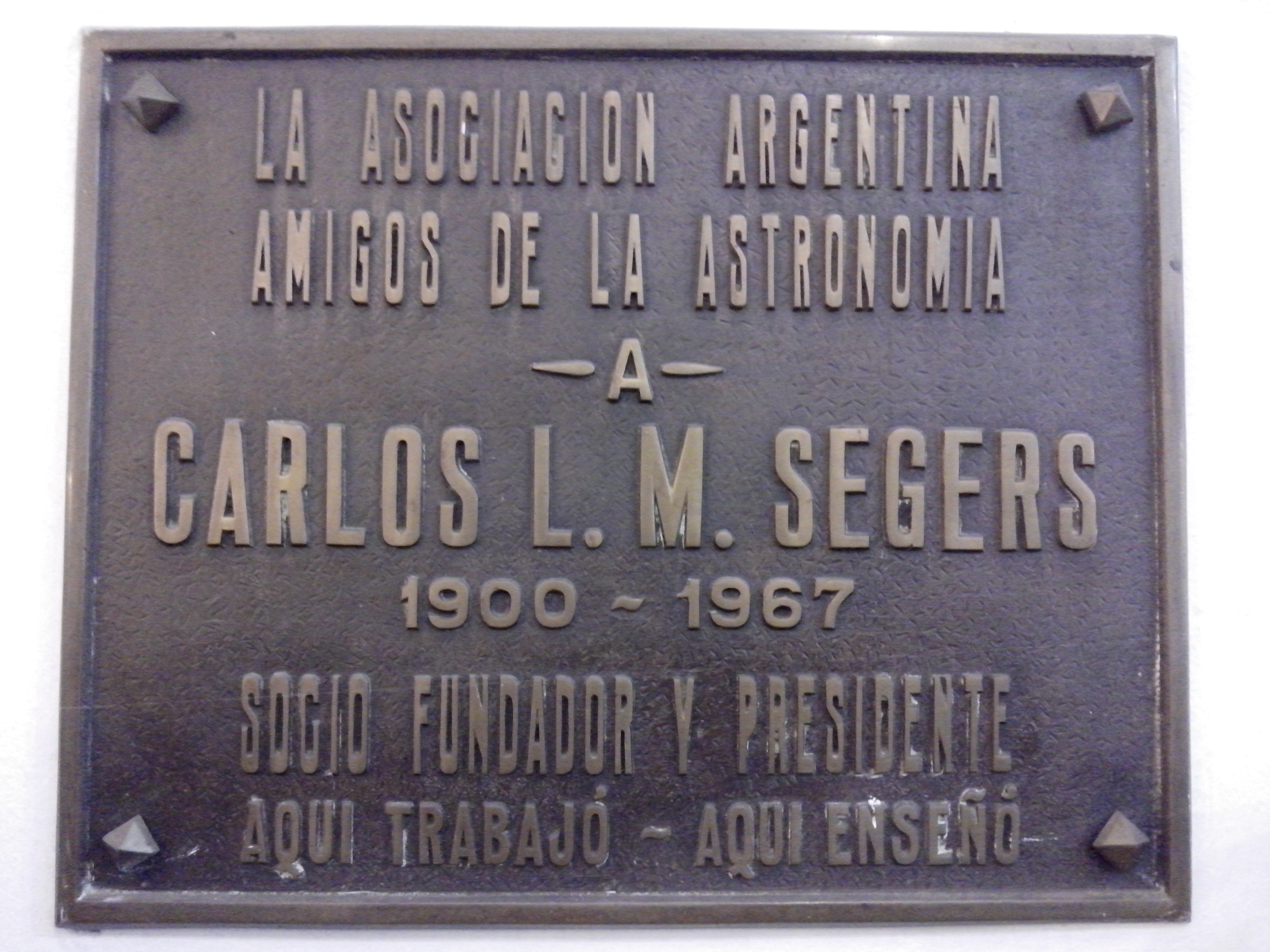
Placa conmemorativa en honor de Carlos M. Segers en la Asociación Argentina Amigos de la Astronomía.